# Limbé (Haiti)
Limbé (Haitianisch-Kreolisch Lenbe) ist eine Gemeinde im Département Nord von Haiti.

## Geschichte
Das Dorf wurde 1715 durch die Errichtung einer Kapelle begründet, deren Patronatsfest am 29. Juni in Saint-Pierre gefeiert wird. Im Jahr 1789 war die Stadt von geringer Bedeutung, aber 22 Zuckerplantagen in dieser kleinen Ebene gaben ihr Leben.
Limbé war im 18. Jahrhundert Schauplatz der Ereignisse um den Anführer der haitianischen Maroons François Mackandal, dessen Name zu einer Bezeichnung für alle Personen wurde, die sich mit der Verführung der Massen durch List und Tücke beschäftigen. Mackandal benutzte Gift, um zu töten, und hielt sich lange Zeit in den Wäldern um Limbé auf. Schließlich wurde er verhaftet, verurteilt und im Jahr 1758 lebendig verbrannt.
Zur Zeit des allgemeinen Sklavenaufstands im Jahr 1791 schickte der französische Gouverneur ein Regiment aus Cap-Haïtien, um Limbé zu sichern. Es musste sich jedoch zurückziehen, als es zu Kampfhandlungen in Cap-Haïtien kam. Der Aufstand in Limbé hatte mit der Verbrennung des Wohnhauses eines Pflanzers am 11. August begonnen.
Ende 1793 nahm Toussaint Louverture Limbé mit seiner Sklaventruppe für Spanien in Besitz. Im darauf folgenden Jahr, 1794, nahm Toussaint Louverture, nun für Frankreich kämpfend, Limbé den Spaniern wieder ab.
Im Oktober 1801 kam Jean-Jacques Dessalines nach Limbé, um in dem Ort für Ruhe zu sorgen. Bei seinem Eintreffen wurde ihm ein Mulatte vorgeführt, und er rief aus: „Ich will die Menschen mit dieser Hautfarbe nicht mehr töten, ich habe den Eid geleistet, dass es jetzt reicht. Zu lange sind wir verloren gewesen. Gebt diesem Bruder die Freiheit.“

## Lage und Beschreibung
Neben dem Stadtzentrum Ville de Limbé und dem Quartier de Camp Coq bestehen sechs Gemeindebezirke:
1. Haut Limbé Ou Acul Jeanot,
2. Chabotte,
3. Camp Coq,
4. Soufrière,
5. Ravine Desroches und
6. Ilot-à-Corne.

Die Route Nationale RN-1 verbindet Limbé mit Cap-Haïtien im Osten (27 Kilometer) und im Südwesten mit Gonaïves (73 Kilometer).

## Personen aus Limbé
- Philomé Obin (1892–1986), haitianischer bildender Künstler
- Joseph D. Charles (1907–1966), haitianischer Jurist und Diplomat